# 奧克公園 (印地安納州)
奧克公園（英語：Oak Park）是位於美國印地安納州克拉克縣的一個人口普查指定地區。

## 地理
奧克公園的座標為38°18′21″N 85°41′32″W / 38.30583°N 85.69222°W，而該地最高點為海拔高度140米（即459英尺）。

## 人口
根據2010年美國人口普查的數據，奧克公園的面積為5.80平方千米，當中陸地面積為5.80平方千米，而水域面積為0.00平方千米。當地共有人口5,379人，而人口密度為每平方千米927.41人。